# 南美鬚蓋鯰
南美鬚蓋鯰，為輻鰭魚綱鯰形目甲鯰科的其中一種，為熱帶淡水魚，分布於南美洲巴西Mucuri與Sao Mateus河流域流域，體長可達22.3公分，棲息在水流快速、岩石底質的底層水域，生活習性不明。

## 扩展阅读
維基物種上的相關：南美鬚蓋鯰